# Уролесан
Уролесан — комбінований лікарський засіб рослинного походження. Складові препарату Уролесан зменшують запальні явища в сечовивідних шляхах та нирках, сприяють посиленому кровообігу нирок і печінки, виявляють діуретичну, антибактеріальну, жовчогінну дію.

## Історія створення
Уролесан (Урохолесан) був синтезований в 1976 в ІФНМУ Францем Івановичем Мамчуром і Е. М. Нейко . За його створення в 1992 році вони були нагороджені Державною премією України.

## Склад
Складовими Уролесану є компоненти рослинного походження.
1. Ялицева олія[2]. Ця ефірна олія має антисептичні властивості і покращує периферичне кровопостачання, що визначає її використання при сечокам'яній хворобі, інфекційно-запальних хворобах сечостатевої системи і захворюваннях печінки [5].
2. Олія м'яти перцевої (Mentha piperita)[2]. Ця ефірна олія володіє широким спектром властивостей, необхідних в урології і при хворобах жовчовивідних шляхів: знеболююче, спазмолітична, антисептична, діуретична дія, підсилює секрецію печінки і підвищує її антитоксичну функцію, збільшує екскрецію з жовчю холестерину і білірубіну[3].
3. Кетамін — рослинна олія рицини[джерело?] (Ricinus communis)[2], що підсилює перистальтику кишечника.
4. Рідкий екстракт плодів моркви дикої (Daucus carota)[2], який використовується при різних формах сечокам'яної і жовчнокам'яної хвороби, інших захворюваннях жовчних шляхів.
5. Екстракт шишок хмелю (Humulus lupulus)[2], який має болезаспокійливі властивості при сечокам'яній хворобі, пієлонефриті і циститі.
6. Екстракт трави материнки звичайної (Origanum vulgare)[2], яка посилює перистальтику кишечника при атонії.

## Фармакодинаміка
Складові компоненти Уролесан мають протизапальну дію в сечовивідних шляхах і нирках, підсилюють кровопостачання нирок і має антибактеріальну дію . Препарат впливає на хімічні властивості сечі: подкислює її і збільшує екскрецію сечовини і хлоридів, утворює захисний колоїд. Нормалізує тонус сечоводів. Крім того, Уролесан сприяє виведенню солей у вигляді дрібних конкрементів і піску з нирок і сечового міхура .
Крім сечовидільної системи, Уролесан позитивно впливає на печінку, збільшуючи приплив крові, і жовчний міхур, нормалізуючі його тонус. Він нормалізує мікрофлору жовчовивідних шляхів. При хронічному холециститі Уролесан сприяє нормалізації показників церулоплазміну .
При хронічному пієлонефриті Уролесан зменшує інтенсивність ПОЛ і ендогенного інтоксикаційного синдрому, підвищує імунологічну реактивність. Посилюються ці ефекти при вживанні спільно з кобальтом .

## Фармакокінетика
Уролесан добре всмоктується і починає діяти протягом 20-30 хвилин. Тривалість дії становить від 4-5 годин, максимальний ефект виникає через 1-2 години. Виводиться з організму через шлунково-кишковий тракт і нирки .

## Показання до застосування
Гострі та хронічні інфекції сечовивідних шляхів та нирок (цистити та пієлонефрити); сечокам’яна хвороба та сечокислий діатез (профілактика утворення конкрементів після іх видалення); хронічні холецистити (у тому числі калькульозні), дискінезії жовчних шляхів, жовчокам’яна хвороба .

## Протипоказання
- підвищена чутливість до компонентів препарату;
- гастрити, виразкова хвороба шлунка та дванадцятипалої кишки;
- діти з судомами в анамнезі (фібрильними або ні).[джерело?]